# Il sogno di Scipione
Il sogno di Scipione, K 126, è un'azione teatrale in un atto di Wolfgang Amadeus Mozart, su libretto di Pietro Metastasio (del 1735).
L'opera si sarebbe dovuta rappresentare in occasione dei festeggiamenti per il cinquantesimo anniversario della consacrazione sacerdotale del principe-arcivescovo di Salisburgo Sigismund III von Schrattenbach, nel 1772. Il 16 dicembre del 1771 Schrattenbach moriva e il successore, Hieronymus von Colloredo, poco gradito ai Mozart, venne eletto il 14 marzo dell'anno seguente. Per via della sua avarizia e del suo scarso interesse per le arti, l'opera non venne probabilmente mai eseguita integralmente, nemmeno per le feste per la sua intronizzazione del 1º maggio 1772 nel Castello di Mirabell. La prima esecuzione avvenne a Salisburgo al Rittersaal del Residenz-Theater il 29 aprile 1772.
La prima esecuzione moderna ebbe luogo in forma di oratorio durante la settimana mozartiana del 1979 a Salisburgo. Dopo una esecuzione amatoriale a Bayreuth nel 1982, seguì la prima esecuzione in forma scenica nel 1984 nell'ambito del II festival di Vicenza al Teatro Olimpico, sotto la direzione del M° Christopher Hogwood. Un'esecuzione del Sogno è stata realizzata nel mese di agosto 2001 a Utrecht nella Chiesa di Maria Minore, sotto la direzione del M° Jed Wentz (Musica ad Rhenum).

## Trama
L'azione si figura in Africa nella Reggia di Massinissa:
Scipione Emiliano, Africano Minore, condottiero romano e distruttore di Cartagine, riposa nella reggia di Massinissa e, in sogno, gli appaiono due divinità, Costanza e Fortuna, che lo esortano a diventare adepto di una di loro. La Costanza gli presenta i suoi avi tra gli abitanti dei Campi Elisi: Publio (Scipione Africano Maggiore) e suo padre Emilio Paolo. Scipione vorrebbe restare con loro, ma non è possibile.
Scipione chiede se non ci sia una forza che possa contrastare i capricci della sorte: Costanza paragona la costanza con lo scoglio del mare che resiste alla tempesta (Biancheggia in mar lo scoglio). Scipione decide a favore di Costanza e resiste alle minacce di Fortuna, e infine si sveglia riconoscendo nel sogno un messaggio degli dèi. Entra in scena Licenza, l'omaggio personificato, ed espone la morale: il vero protagonista non è Scipione, ma il virtuoso mecenate Sigismondo (Hieronymus).

## Organico orchestrale
La partitura di Mozart prevede l'utilizzo di:
- 2 flauti, 2 oboi, 2 fagotti
- 2 corni, 2 trombe
- timpani
- archi

Il basso continuo nei recitativi secchi è garantito dal clavicembalo e dal violoncello.

## Struttura musicale
- Ouverture

### Atto primo
- N. 1 Aria Risolver non osa confusa (Scipione)
- N. 2 Aria Lieve sono al par del vento (Fortuna)
- N. 3 Aria Ciglio che al sol si gira (Costanza)
- N. 4 Coro Germe di cento eroi
- N. 5 Aria Se vuoi che te raccolgano (Publio)
- N. 6 Aria Voi colaggiù ridete (Emilio)
- N. 7 Aria Quercia annosa su l'erte pendici (Publio)
- N. 8 Aria A chi serena io miro (Fortuna)
- N. 9 Aria Biancheggia in mar lo scoglio (Costanza)
- N. 10 Aria Dì che sei l'arbitra (Scipione)
- Recitativo accompagnato E ben, provami avversa (Fortuna e Scipione)
- N. 11a Aria della Licenza I Ah perché cercar degg'io (Soprano)
- N. 11b Aria della Licenza II Ah perché cercar degg'io (Soprano)
- N. 12 Coro Cento volte con lieto sembiante